# Jody Tini
Jody Tini (10 de fevereiro de 1976) é uma basquetebolista neozelandesa.

## Carreira
Jody Tini integrou a Seleção Neozelandesa de Basquetebol Feminino em Atenas 2004, terminando na oitava posição.